# Viktória Ferenc
Viktória Ferenc (nascida a 12 de Junho de 1984) é uma linguista e política húngara do Fidesz que foi eleita membro do Parlamento Europeu em 2024.

## Juventude e carreira
Ferenc nasceu em Pallo, na actual Ucrânia. Matriculou-se na Universidade de Pécs em 2006, na Hungria. Em Fevereiro de 2013, tornou-se pesquisadora em tempo integral no Instituto Nacional de Pesquisa de Políticas, onde permaneceu por 10 anos.